# 佐竹誠
佐竹 誠（さたけ まこと、1943年9月9日 - ）は、日本の実業家。社団法人海外電力調査会会長。

## 経歴
大蔵省職員佐竹浩・喜美子の長男として東京都文京区に生まれる。東京教育大学附属小・中・高校、慶應義塾大学経済学部卒業。
1968年、東京電力入社。企画部門などを経て、取締役就任後は原子力部門を担当、のち常務取締役原子力・立地本部副本部長。
2004年、関東天然瓦斯開発に移り顧問。2005年3月より社長、2009年3月27日、代表取締役社長を退任し相談役。